# Villiers-en-Lieu
Pour les articles homonymes, voir Villiers.
Villiers-en-Lieu est une commune française située dans le département de la Haute-Marne, en région Grand Est.

## Géographie

### Localisation
| Saint-Eulien (Marne) |                  | Trois-Fontaines-l'Abbaye (Marne) |
|                      | Villiers-en-Lieu |                                  |
| Hallignicourt        |                  | Saint-Dizier                     |

### Hydrographie
La commune est dans la région hydrographique « la Seine de sa source au confluent de l'Oise (exclu) » au sein du bassin Seine-Normandie. Elle est drainée par la Fosse de Charles Quint, le Ru, le ru de Souris, le ru des Aulnaies, le ruisseau de la Chausse et le ruisseau de la Fontaine aux Frenes,.
Le Fossé de Charles Quint, d'une longueur de 15 km, prend sa source dans la commune de Bettancourt-la-Ferrée et se jette  dans la Marne à Sapignicourt, après avoir traversé six communes. 

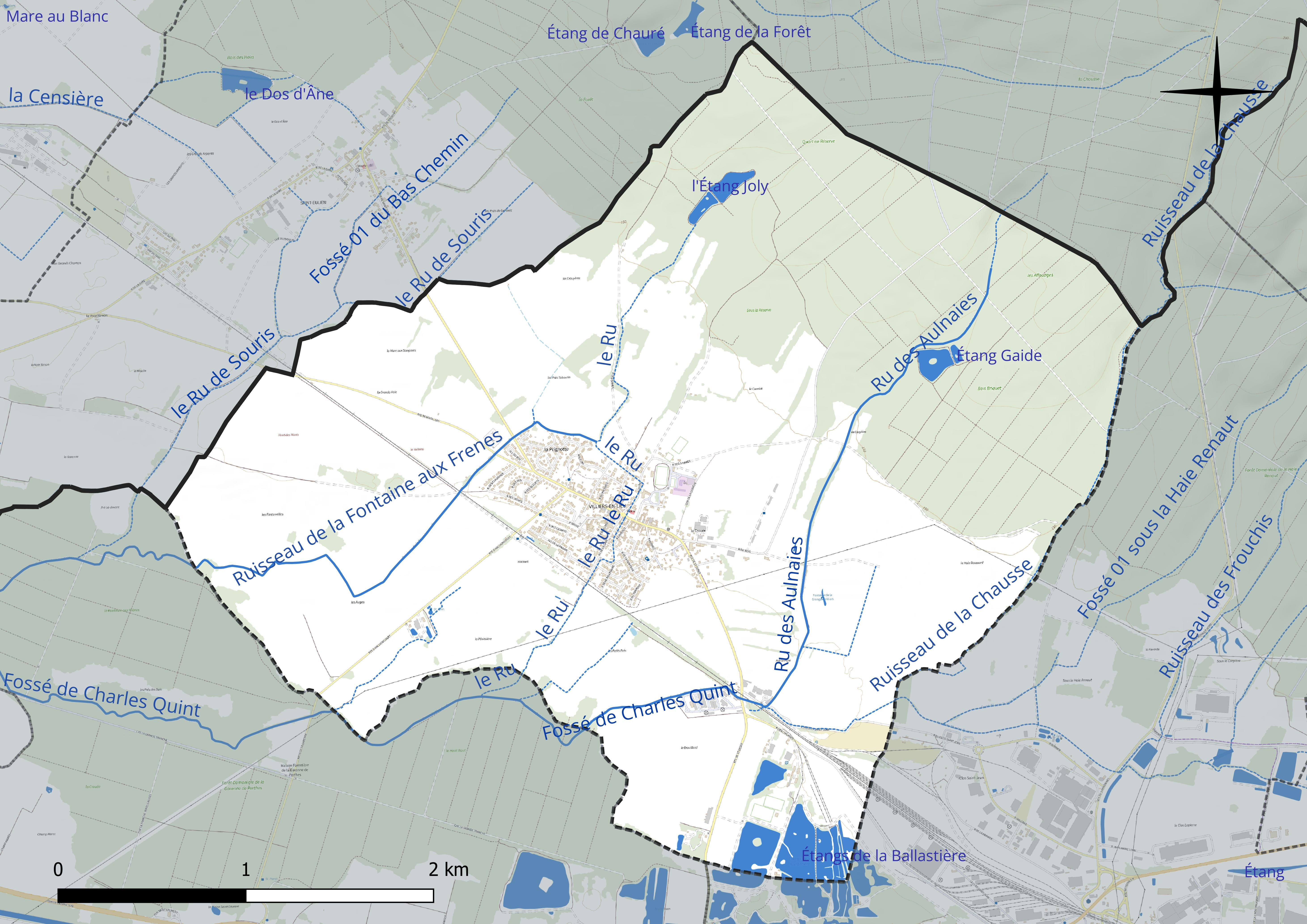
Réseau hydrographique de Villiers-en-Lieu.

Trois plans d'eau complètent le réseau hydrographique : les étangs de la ballastière, d'une superficie totale de 8,9 ha (5,8 ha sur la commune), l'étang Gaide (0,4 ha) et l'étang Joly (2,8 ha),.

### Climat
Pour des articles plus généraux, voir Climat du Grand Est et Climat de la Haute-Marne.
En 2010, le climat de la commune est de type climat des marges montargnardes, selon une étude du Centre national de la recherche scientifique s'appuyant sur une série de données couvrant la période 1971-2000. En 2020, Météo-France publie une typologie des climats de la France métropolitaine dans laquelle la commune est exposée à un climat océanique altéré et est dans la région climatique  Lorraine, plateau de Langres, Morvan, caractérisée par un hiver rude (1,5 °C), des vents modérés et des brouillards fréquents en automne et hiver. 
Pour la période 1971-2000, la température annuelle moyenne est de 10,2 °C, avec une amplitude thermique annuelle de 15,8 °C. Le cumul annuel moyen de précipitations est de 884 mm, avec 12,9 jours de précipitations en janvier et 9 jours en juillet. Pour la période 1991-2020, la température moyenne annuelle observée sur la station météorologique de Météo-France la plus proche, « Saint-Dizier », sur la commune de Saint-Dizier à 5 km à vol d'oiseau, est de 11,6 °C et le cumul annuel moyen de précipitations est de 794,5 mm. 
La température maximale relevée sur cette station est de 41,4 °C, atteinte le 25 juillet 2019 ; la température minimale est de −22,5 °C, atteinte le 14 février 1956,,. 
Les paramètres climatiques de la commune ont été estimés pour le milieu du siècle (2041-2070) selon différents scénarios d'émission de gaz à effet de serre à partir des nouvelles projections climatiques de référence DRIAS-2020. Ils sont consultables sur un site dédié publié par Météo-France en novembre 2022.

## Urbanisme

### Typologie
Au 1er janvier 2024, Villiers-en-Lieu est catégorisée bourg rural, selon la nouvelle grille communale de densité à sept niveaux définie par l'Insee en 2022.
Elle est située hors unité urbaine. Par ailleurs la commune fait partie de l'aire d'attraction de Saint-Dizier, dont elle est une commune de la couronne,. Cette aire, qui regroupe 72 communes, est catégorisée dans les aires de 50 000 à moins de 200 000 habitants,.

### Occupation des sols
L'occupation des sols de la commune, telle qu'elle ressort de la base de données européenne d’occupation biophysique des sols Corine Land Cover (CLC), est marquée par l'importance des territoires agricoles (60,7 % en 2018), une proportion sensiblement équivalente à celle de 1990 (61,4 %). La répartition détaillée en 2018 est la suivante : 
terres arables (52,5 %), forêts (30,6 %), prairies (8,2 %), zones urbanisées (5,8 %), zones industrielles ou commerciales et réseaux de communication (1,5 %), eaux continentales (1,4 %). L'évolution de l’occupation des sols de la commune et de ses infrastructures peut être observée sur les différentes représentations cartographiques du territoire : la carte de Cassini (XVIIIe siècle), la carte d'état-major (1820-1866) et les cartes ou photos aériennes de l'IGN pour la période actuelle (1950 à aujourd'hui).

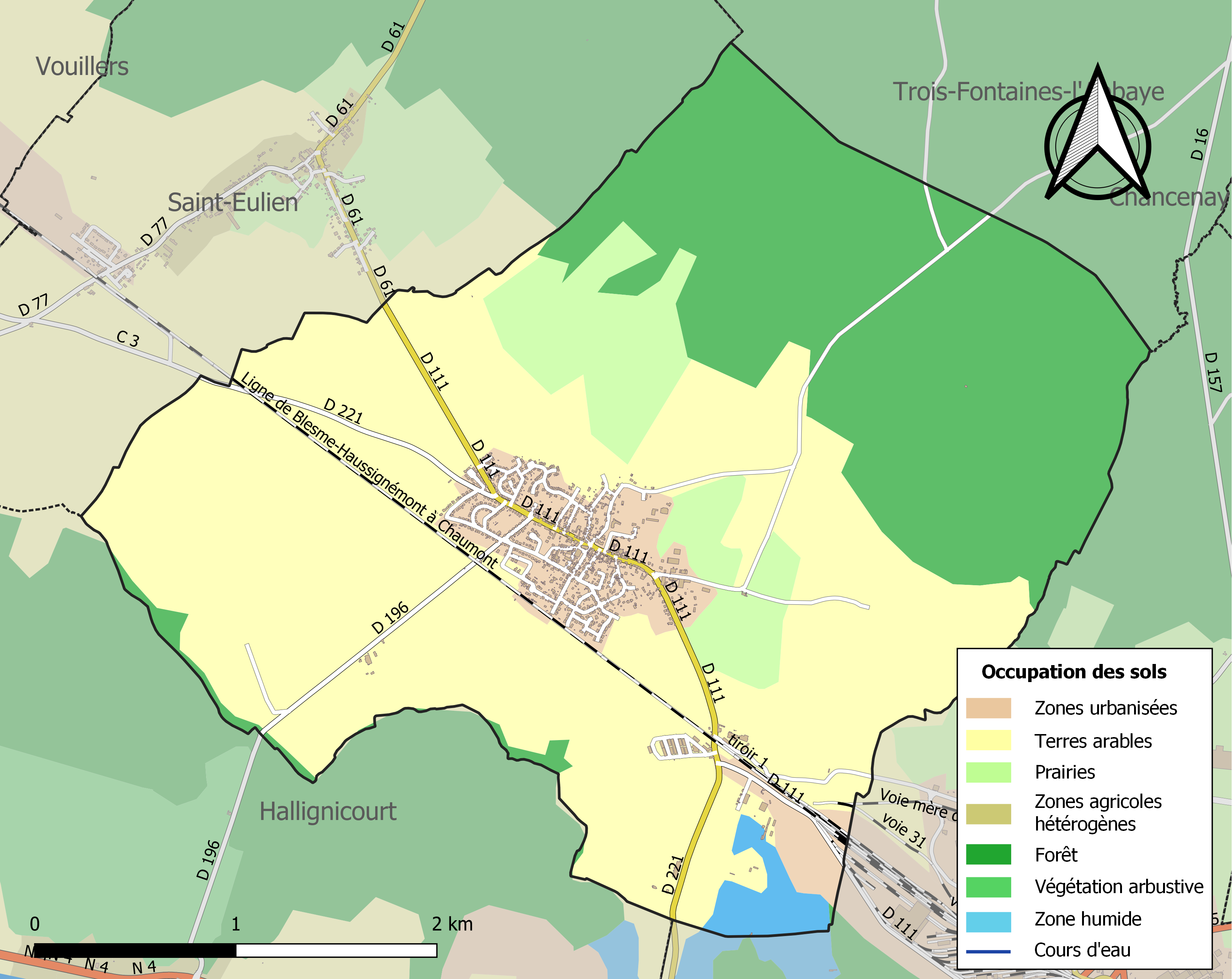
Carte des infrastructures et de l'occupation des sols de la commune en 2018 (CLC).

## Histoire

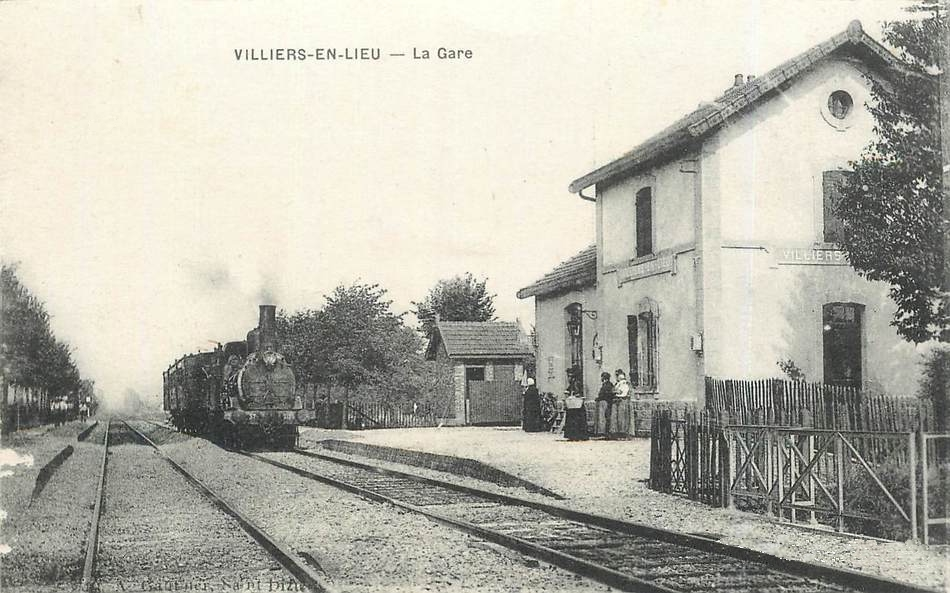
Carte postale de la gare vers 1910.

## Politique et administration

### Liste des maires
| Période                                  | Période  | Identité              | Étiquette | Qualité |
| ---------------------------------------- | -------- | --------------------- | --------- | ------- |
| 1790                                     | 1806     | Pierre Gallot         |           |         |
| 1806                                     | 1813     | Alexandre Legrand     |           |         |
| 1813                                     | 1816     | Alexandre Perinet     |           |         |
| 1816                                     | 1822     | Alexandre Legrand     |           |         |
| 1822                                     | 1832     | Alexandre Jeanson     |           |         |
| 1832                                     | 1853     | François Blanchard    |           |         |
| 1853                                     | 1855     | Stanislas Ouriet      |           |         |
| 1855                                     | 1865     | Jean-Charles Chaudel  |           |         |
| 1865                                     | 1870     | Louis-Henri Guillaume |           |         |
| 1870                                     | 1877     | Adolphe Lardenois     |           |         |
| 1877                                     | 1878     | Louis Demangin        |           |         |
| 1878                                     | 1884     | Jean-Baptiste Gallot  |           |         |
| 1884                                     | 1887     | Lisambert Demangin    |           |         |
| 1887                                     | 1890     | Firmin Toussaint      |           |         |
| 1890                                     | 1901     | Jean Baptiste Harrat  |           |         |
| 1901                                     | 1936     | Edmond Guyot          |           |         |
| 1936                                     | 1944     | Paul Aubriot          |           |         |
| 1944                                     | 1945     | Paul Macquart         |           |         |
| 1945                                     | 1953     | Louis Flammarion      |           |         |
| 1953                                     | 1965     | René Harmand          |           |         |
| 1965                                     | 1983     | Marcel Harmand        |           |         |
| 1983                                     | 1995     | Michel Jeanson        |           |         |
| 1995                                     | 2001     | Edith Dervogne        |           |         |
| 2001                                     | 2020     | Michel Garet          | DVD       |         |
| 2020                                     | En cours | Eric Bonnemains       | DVD       |         |
| Les données manquantes sont à compléter. |          |                       |           |         |

## Population et société

### Démographie
L'évolution du nombre d'habitants est connue à travers les recensements de la population effectués dans la commune depuis 1793. Pour les communes de moins de 10 000 habitants, une enquête de recensement portant sur toute la population est réalisée tous les cinq ans, les populations de référence des années intermédiaires étant quant à elles estimées par interpolation ou extrapolation. Pour la commune, le premier recensement exhaustif entrant dans le cadre du nouveau dispositif a été réalisé en 2005.

En 2022, la commune comptait 1 477 habitants, en évolution de −3,9 % par rapport à 2016 (Haute-Marne : −4,62 %, France hors Mayotte : +2,11 %).
| 1793 | 1800 | 1806 | 1821 | 1831 | 1836 | 1841 | 1846 | 1851 |
| ---- | ---- | ---- | ---- | ---- | ---- | ---- | ---- | ---- |
| 584  | 625  | 650  | 658  | 662  | 705  | 710  | 683  | 756  |

| 1856 | 1861 | 1866 | 1872 | 1876 | 1881 | 1886 | 1891 | 1896 |
| ---- | ---- | ---- | ---- | ---- | ---- | ---- | ---- | ---- |
| 750  | 779  | 734  | 719  | 728  | 696  | 664  | 606  | 580  |

| 1901 | 1906 | 1911 | 1921 | 1926 | 1931 | 1936 | 1946 | 1954 |
| ---- | ---- | ---- | ---- | ---- | ---- | ---- | ---- | ---- |
| 548  | 540  | 504  | 545  | 719  | 735  | 725  | 837  | 903  |

| 1962 | 1968  | 1975  | 1982  | 1990  | 1999  | 2005  | 2006  | 2010  |
| ---- | ----- | ----- | ----- | ----- | ----- | ----- | ----- | ----- |
| 925  | 1 017 | 1 322 | 1 783 | 1 648 | 1 481 | 1 538 | 1 581 | 1 580 |

| 2015  | 2020  | 2022  | - | - | - | - | - | - |
| ----- | ----- | ----- | - | - | - | - | - | - |
| 1 541 | 1 482 | 1 477 | - | - | - | - | - | - |

## Culture locale et patrimoine

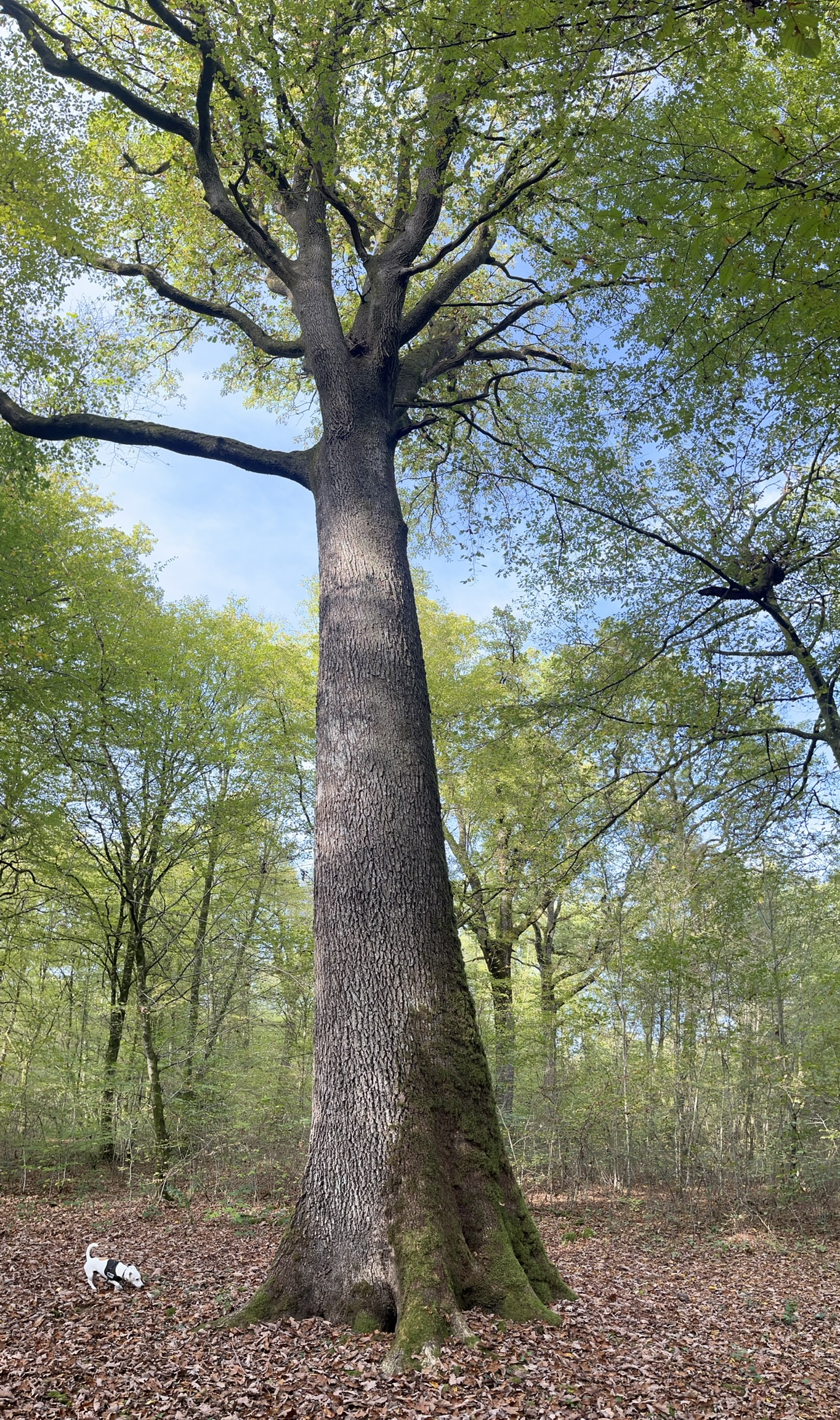
Le Gros chêne.

### Lieux et monuments
- Le château de Villiers-en-Lieu.
- Lavoirs
- Le parc du château
- La chapelle
- Le "Gros chêne", arbre remarquable de France : En 2023, l'association Arbres remarquables de France, a donné le label au gros chêne de la forêt communale. L'arbre est vieux de plus de 350 ans[20].
- Église Saint-Rémi[21], classée monument historique 2e catégorie par une décision du ministre de l’éducation nationale et des beaux-arts datant de 1925.

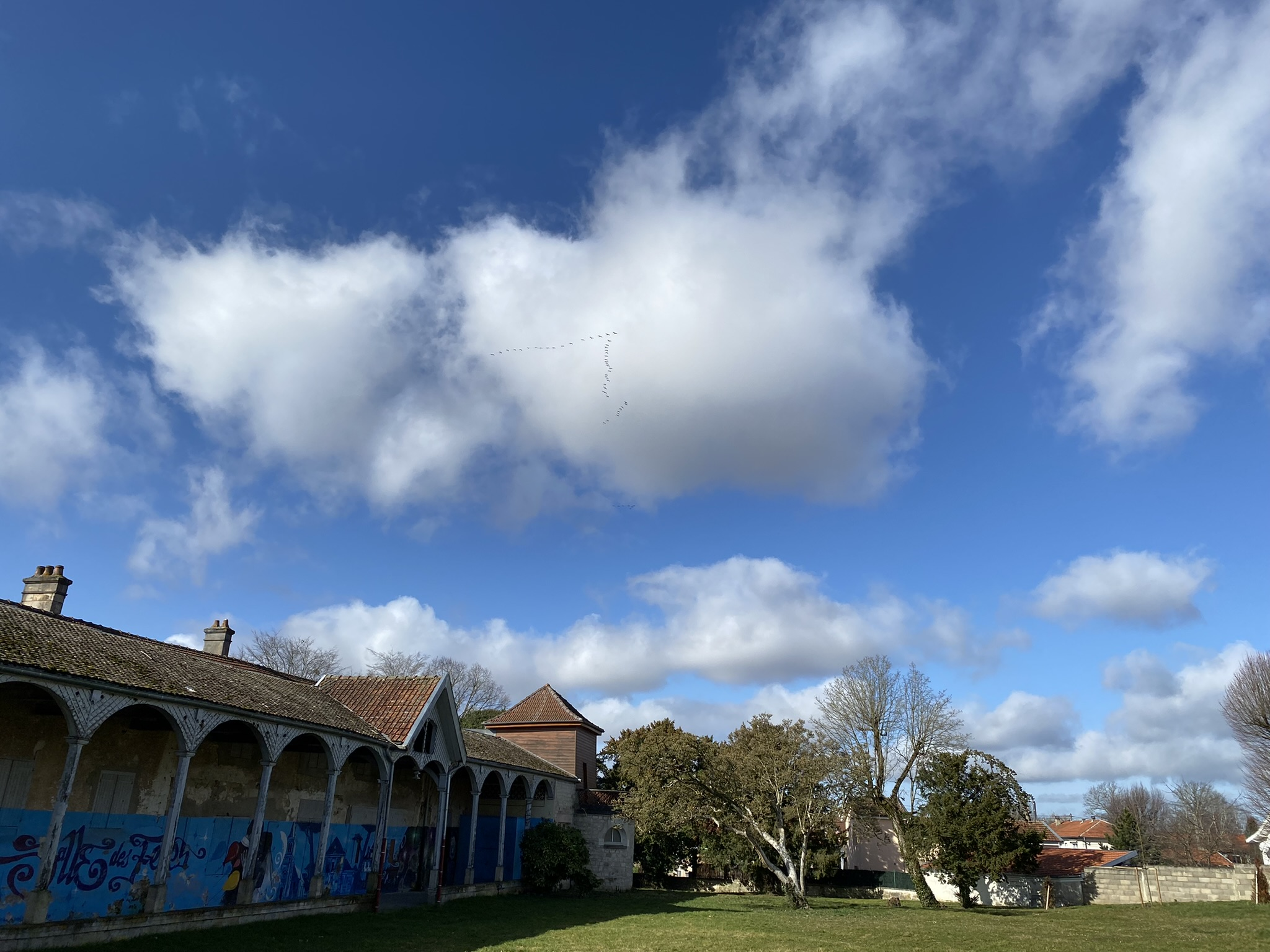
Parc du château.
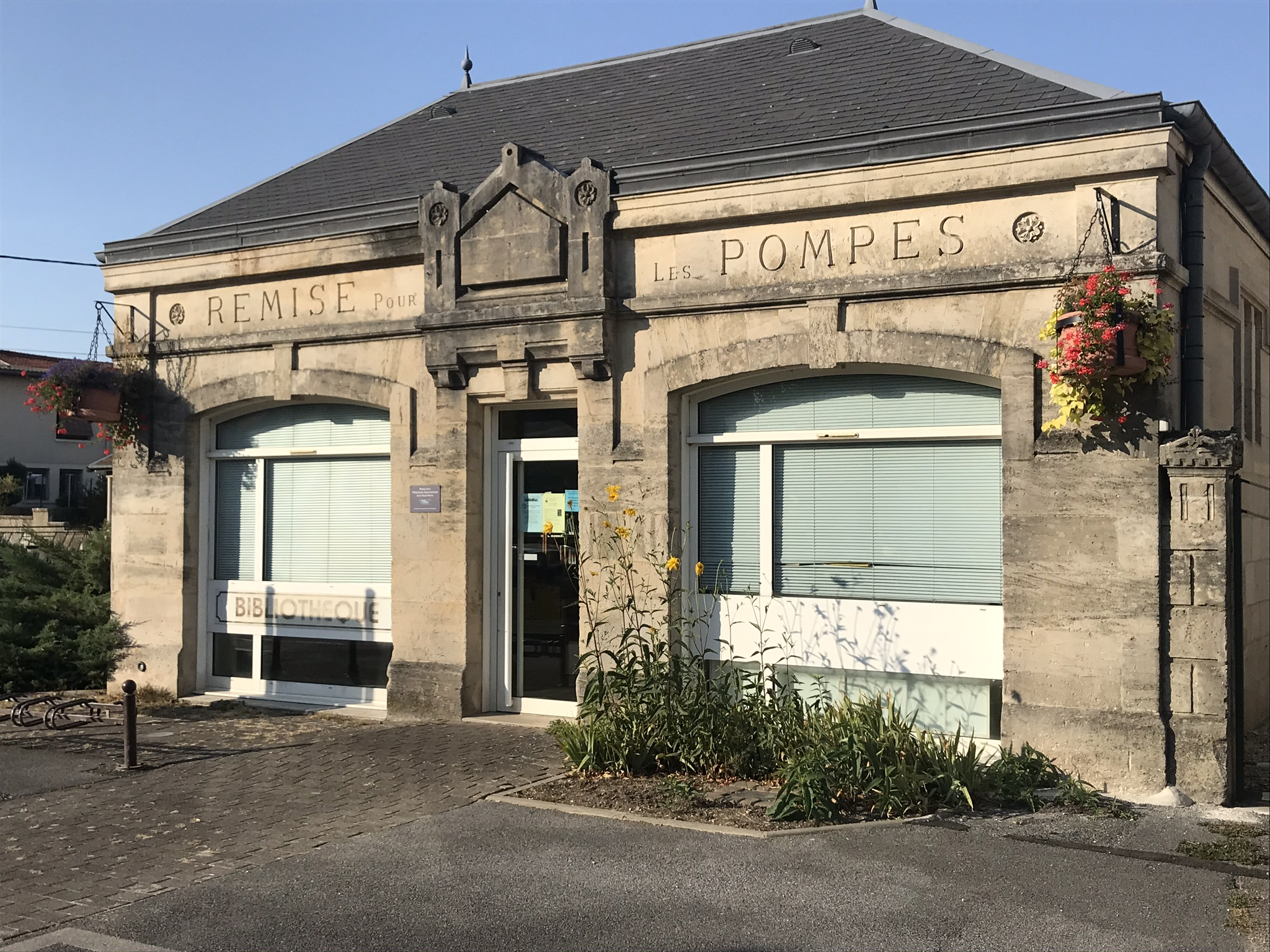
Médiathèque (ancienne remise des pompes).

### Héraldique
| Blason de Villiers-en-Lieu | Blason  | D'azur à la lettre majuscule V accompagnée de trois besants un en chef, un à dextre et un à senestre, le tout d'argent; à la bordure du même. |
| Blason de Villiers-en-Lieu | Détails | Blason sculpté sur le fronton de la mairie Le statut officiel du blason reste à déterminer.                                                   |